# Kiremba
Kiremba je gradić u općini Kirembi u provinciji Ngozi, u državi Burundi. Prema popisu 2008. u ovoj općini živjelo je 93.336 stanovnika. Nalazi se u srednjoafričkoj vremenskoj zoni (UTC +2). Smještena je na sjeveru Burundija na 2°49′32.99″S 29°59′02″E .
U Kirembi je katolička misija s biskupijskom bolnicom i samostanom. Mjesto je postalo poznato nakon ubojstva hrvatske časne sestre Lukrecije Mamić i volontera Francesca Bazzanija u pljačkaškom napadu na samostan. Ubijeni su postali poznati kao "mučenici Burundija".